# NGC 4295
NGC 4295 је лентикуларна галаксија у сазвежђу Береникина коса која се налази на NGC листи објеката дубоког неба.
Деклинација објекта је + 28° 9' 56" а ректасцензија 12h 21m 9,7s. Привидна величина (магнитуда) објекта NGC 4295 износи 13,9 а фотографска магнитуда 14,9. NGC 4295 је још познат и под ознакама MCG 5-29-68, CGCG 158-85, PGC 39906.